# Kiseljak (Srebrenik, BiH)
Kiseljak je naseljeno mjesto u sastavu općine Srebrenik, Federacija Bosne i Hercegovine, BiH.

## Stanovništvo
| Kiseljak             |              |
| godina popisa        | 1991.        |
| Muslimani (bošnjaci) | 667 (93,02%) |
| Srbi                 | 4 (0,55%)    |
| Hrvati               | 1 (0,13%)    |
| Jugoslaveni          | 27 (3,76%)   |
| ostali i nepoznato   | 18 (2,51%)   |
| ukupno               | 717          |

Kiseljak kao samostalno naseljeno mjesto, postoji od popisa 1991. godine.